# Mandušića kula
Mandušića kula je utvrda u Hrvatskoj, u zaselku Mandušićima, u selu Katunima, u općini Šestanovac.

## Opis
Kontinuitet utvrde teče od druge polovice 15. stoljeća do kraja osmanske vladavine u župi Radobilji 1715. godine.
Na sjevernom dijelu zaseoka Mandušići u Katunima, na blago povišenom terenu, nalazi se Mandušića kula, utvrđena kuća-kula iz 15. st koja je služila za obranu naselja. Kula je izgrađena kao slobodnostojeća katnica, pravokutnog tlocrta, dimenzija 6×5.53×5.50 m, orijentirana J-S. Građena je rustično priklesanim kamenom slaganim u redove. Na uglovima je pojačana većim i kvalitetnije obrađenim klesancima. Katu se pristupalo preko kamene balature kroz manja lučna vrata zidana klesancima pravilnije forme na južnom pročelju. Na zapadnom pročelju nalaze se manja lučna vrata zidana klesancima kroz koja se ulazi u podrum presvođen kamenim bačvastim svodom. Na Ssjevernoj i južnoj strani dovratnika s unutarnje strane ugrađena je antička spolija. Manji prozori u obliku uspravnog pravokutnika nalaze se na istočnom i zapadnom zabatu. Na više mjesta po kuli vidljivi su manji otvori koji su služili kao puškarnice. Kula je izvorno imala dvostrešan krov (danas porušen) s pokrovom od kamenih ploča. Ispred kule sa zapadne strane nalaze se ruševni ostaci pomoćnog objekta.

## Zaštita
Pod oznakom Z-6772 zavedena je kao nepokretno kulturno dobro - pojedinačno, pravna statusa zaštićena kulturnog dobra, klasificirano kao profana graditeljska baština.